# Maurycew
Maurycew [mauˈrɨt͡sɛf] est un village polonais de la gmina de Teresin dans le powiat de Sochaczew et dans la voïvodie de Mazovie.